# 솔퍼드 시티 FC
솔퍼드 시티 풋볼 클럽(Salford City Football Club)은 잉글랜드 그레이터맨체스터주 시티오브솔퍼드를 연고지로 하는 축구 구단이다. 1940년 창단되었으며, 현재 잉글랜드 4부 리그인 EFL 리그 투에 소속되어 있다. FC 유나이티드 오브 맨체스터와 라이벌 관계를 가지고 있는 팀이기도 하다. 2014–15 시즌을 앞두고 맨체스터 유나이티드 FC의 전설들로 이루어진 '클래스 오브 92 (Class Of 92 XI)' (필 네빌, 게리 네빌, 니키 버트, 폴 스콜스, 라이언 긱스)가 이 구단을 인수하면서 화제가 된 바가 있다.

## 선수 명단

### 현역
참고: FIFA 자격 규정에 따라 소속된 국가대표팀 국기를 표시합니다. 선수는 복수의 FIFA 비회원국 국적을 가지고 있을 수 있습니다.
| 번호 | 포지션 | 국적       | 이름        |
| ---- | ------ | ---------- | ----------- |
| 8    | MF     | 북아일랜드 | 매티 런드   |
| 16   | DF     | 자메이카   | 커티스 틸트 |

| 번호 | 포지션 | 국적   | 이름        |
| ---- | ------ | ------ | ----------- |
| 32   | DF     | 웨일스 | 리엄 셰퍼드 |

## 역대 감독
| 감독            | 임기 |
| --------------- | ---- |
| 폴 스콜스(대행) | 2015 |
| 필 네빌(대행)   | 2015 |
| 폴 스콜스(대행) | 2020 |